# Паченар (Рудбар)
Паченар (перс. پاچنار) — село в Ірані, у дегестані Калаштар, у Центральному бахші, шагрестані Рудбар остану Ґілян. За даними перепису 2006 року, його населення становило 370 осіб, що проживали у складі 93 сімей.

## Клімат
Середня річна температура становить 17,45°C, середня максимальна – 34,96°C, а середня мінімальна – -2,26°C. Середня річна кількість опадів – 510 мм.
| Клімат поселення                              | Клімат поселення | Клімат поселення | Клімат поселення | Клімат поселення | Клімат поселення | Клімат поселення | Клімат поселення | Клімат поселення | Клімат поселення | Клімат поселення | Клімат поселення | Клімат поселення | Клімат поселення |
| Показник                                      | Січ.             | Лют.             | Бер.             | Квіт.            | Трав.            | Черв.            | Лип.             | Серп.            | Вер.             | Жовт.            | Лист.            | Груд.            |                  |
| Середній максимум, °C                         | 15,23            | 14,75            | 18,78            | 25,06            | 30,31            | 34,96            | 34,18            | 33,20            | 29,18            | 23,70            | 17,68            | 13,33            |                  |
| Середня температура, °C                       | 6,73             | 6,24             | 10,29            | 16,56            | 21,79            | 26,48            | 29,18            | 28,22            | 24,18            | 18,73            | 12,70            | 8,34             |                  |
| Середній мінімум, °C                          | −1,78            | −2,26            | 1,77             | 8,05             | 13,30            | 17,97            | 24,20            | 23,23            | 19,18            | 13,73            | 7,72             | 3,35             |                  |
| Норма опадів, мм                              | 53               | 47               | 66               | 53               | 27               | 11               | 11               | 16               | 25               | 49               | 65               | 87               |                  |
| Середньомісячна швидкість вітру, м/с          | 1.73             | 2.26             | 2.99             | 3.10             | 2.90             | 3.00             | 3.18             | 3.00             | 2.50             | 2.30             | 1.88             | 1.73             |                  |
| Середньомісячна сонячна радіація, кДж/м²·день | 7709             | 9981             | 12213            | 16546            | 20918            | 24156            | 24681            | 21643            | 17917            | 12485            | 9389             | 7388             |                  |
| --------------------------------------------- | ---------------- | ---------------- | ---------------- | ---------------- | ---------------- | ---------------- | ---------------- | ---------------- | ---------------- | ---------------- | ---------------- | ---------------- | ---------------- |
| Джерело:                                      |                  |                  |                  |                  |                  |                  |                  |                  |                  |                  |                  |                  |                  |